# Yingzao Fashi
O Yingzao Fashi (chinês: 營造法式, pinyin: yíngzàofǎshì, "Tratado sobre métodos arquitetônicos ou Normas de construção") é um tratado técnico de arquitetura e artesanato escrito pelo autor chinês Li Jie (李诫; 1065-1110), arquiteto da corte, durante o final da dinastia Song do Norte (960-1127).
Em 1100, Jie havia concluído a sua obra de arquitetura e apresentou-a ao Imperador Zhezong de Song. O sucessor do imperador, Hongxian, fez o livro ser publicado em 1103, para fornecer um conjunto unificado de normas de arquitetura aos construtores, arquitetos e artesãos alfabetizados, assim como às agências de engenharia civil do governo central.
Com o êxito deste livro, Li Jie foi promovido a Diretor das construções de palácios. A partir daí, tornou-se conhecido pela supervisão na construção de serviços administrativos, aposentos de palácios, portões e templos budistas. Em 1145, foi publicada a segunda edição do livro, por Li Wang Huan. Entre 1222 e 1233 houve uma terceira impressão, publicada em Pingjiang (agora Suzhou), edição que foi copiada à mão para a Enciclopédia Yung-lo Ta-tien e para a coleção de livros de Siku Quanshu. Além disso, foram produzidos exemplares para bibliotecas privadas. Uma dessas edições manuscritas foi descoberta em 1919, das quais foi impresso um fac-símile em 1920.

## O livro
O Yingzao Fashi é o tratado técnico-arquitetônico chinês mais antigo que existe[carece de fontes?]. Conta com 34 capítulos, e começa com uma série de definições acerca dos termos usados no texto. O corpo do texto identifica unidades de medida, padrões de design e princípios estruturais ilustrados com figuras. O livro também especifica formas de organizar a obra, receitas para tinta e revestimentos.
Nos capítulos iniciais, Li Jie cita diversos documentos antigos e discute os significados dos termos técnicos antecessores, comparando com as práticas em seu tempo, e finalmente especifica regras e regulamentos, que formam o corpo principal do livro.
A obra consiste de basicamente cinco partes, ordenadas sistematicamente. São elas:

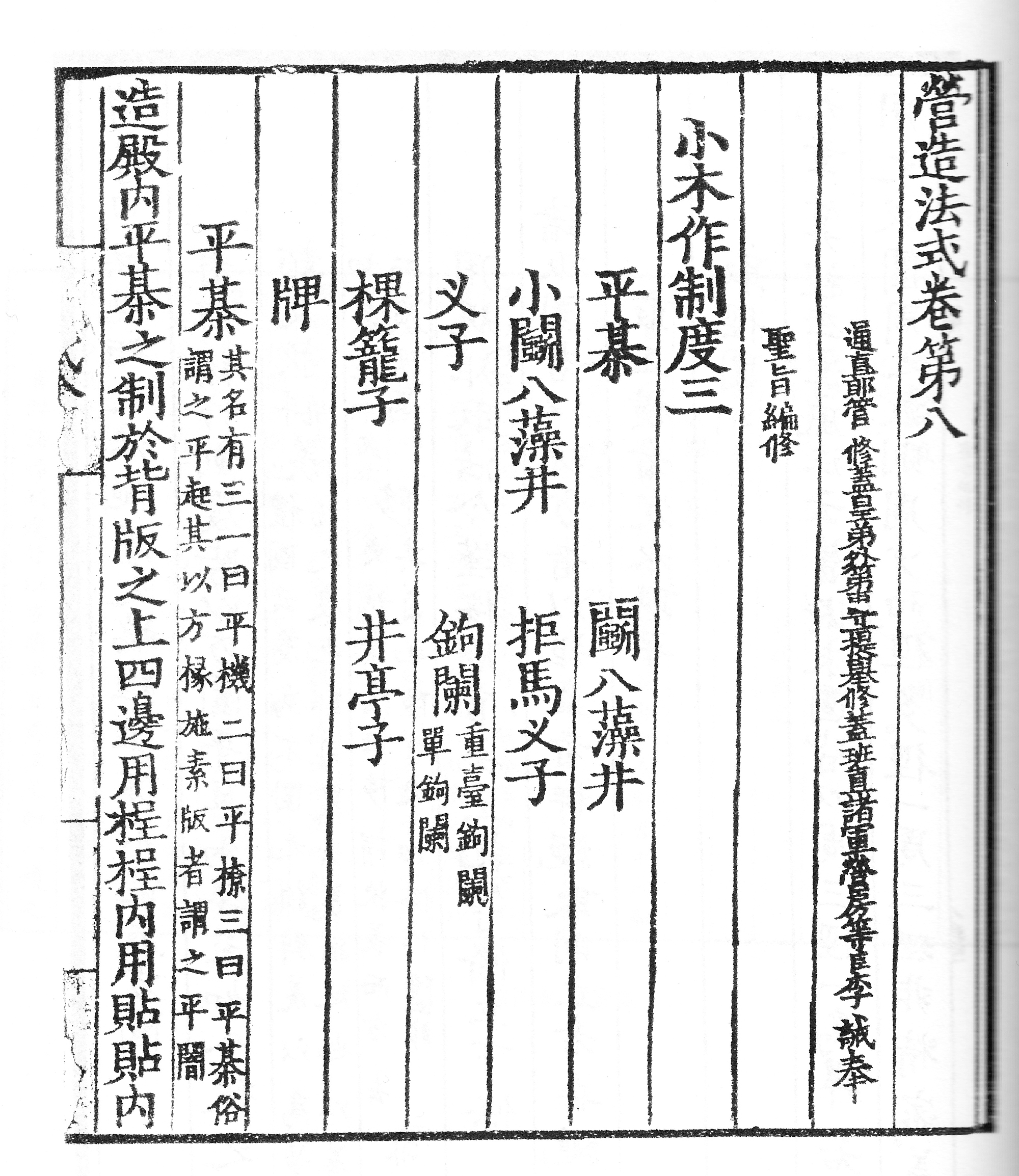
Página de texto do livro

### Dados-base
A primeira parte dá referências completas no glossário de quarenta e oito tecnicalidades, fórmulas matemáticas, proporções construtivas e informações sobre construção, como fundações, telhados, localidade topográfica e orientação.

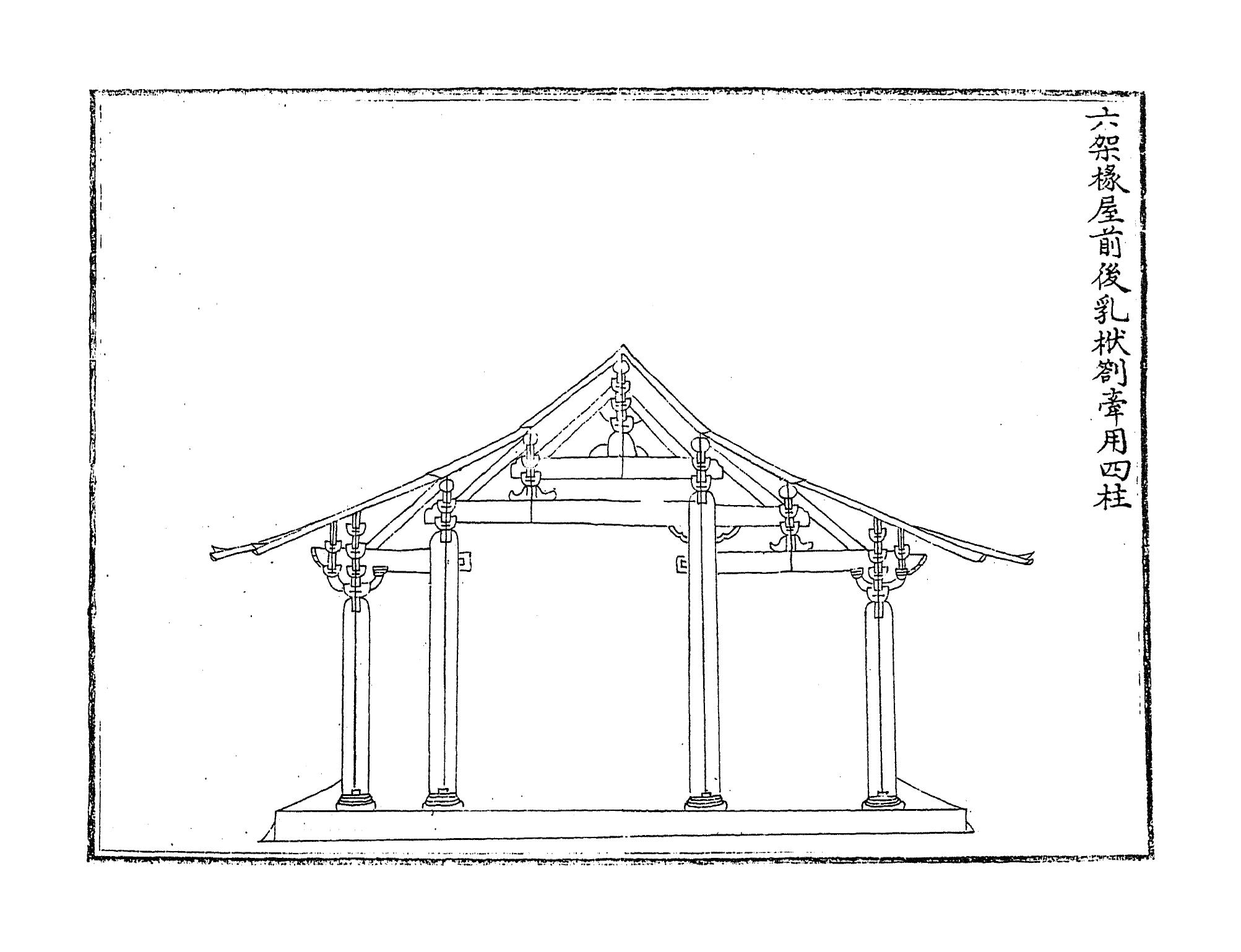
Exemplo de design

### Regulações
A segunda parte prescreve padrões e regulamentos para o desenho do edifício, métodos de construção, processos construtivos e manufatura dos tijolos, telhas de argila e telhas de vidro. Todas as regras e regulamentos têm foco em padronização, organização e especificação técnica.

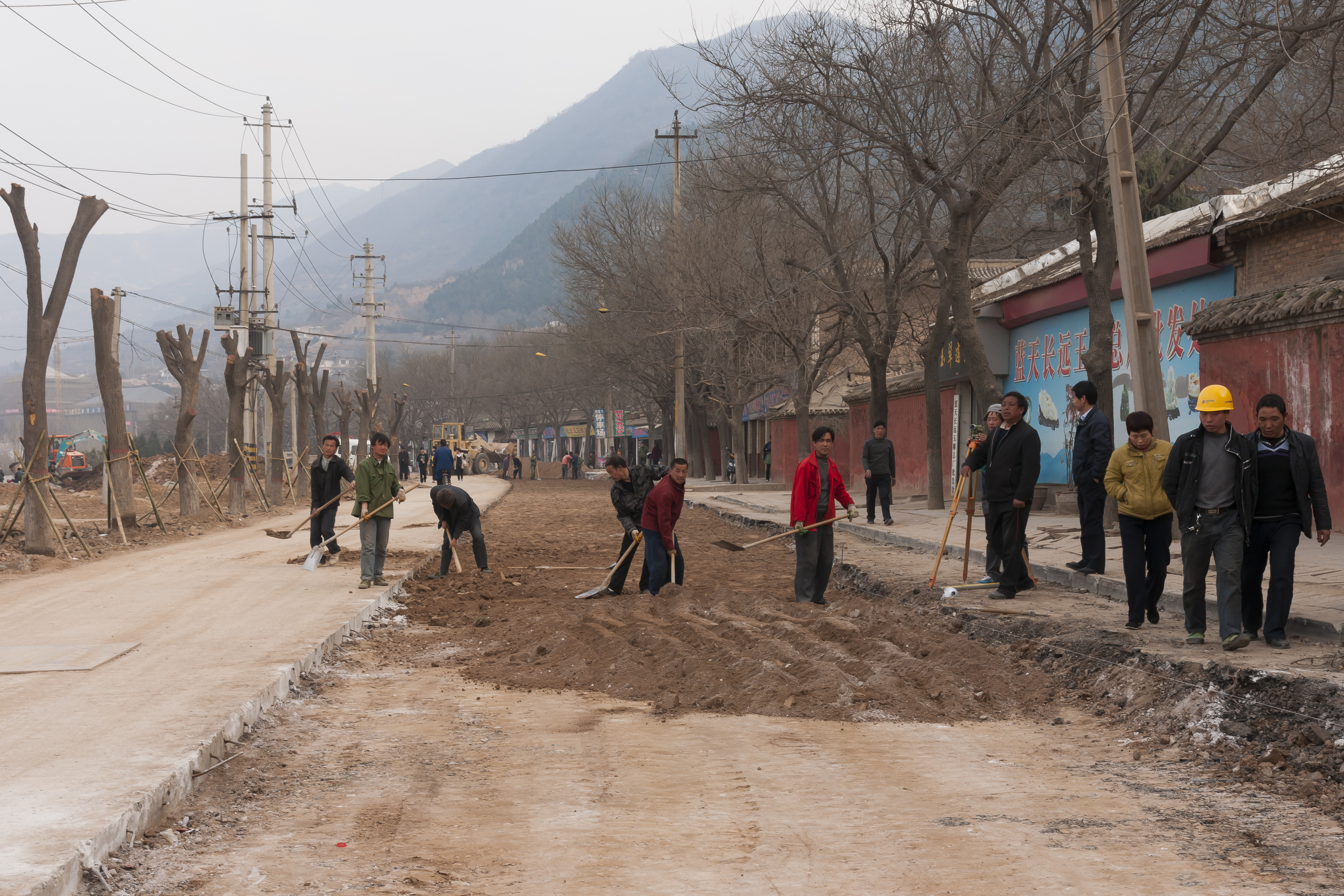
Imagem figurativa de trabalhadores chineses construindo uma via

### Operários de trabalho
A terceira parte discorre sobre normas de trabalho e dados para estimar custos para contratação de diferentes trabalhadores, com base em diárias, materiais e estações.

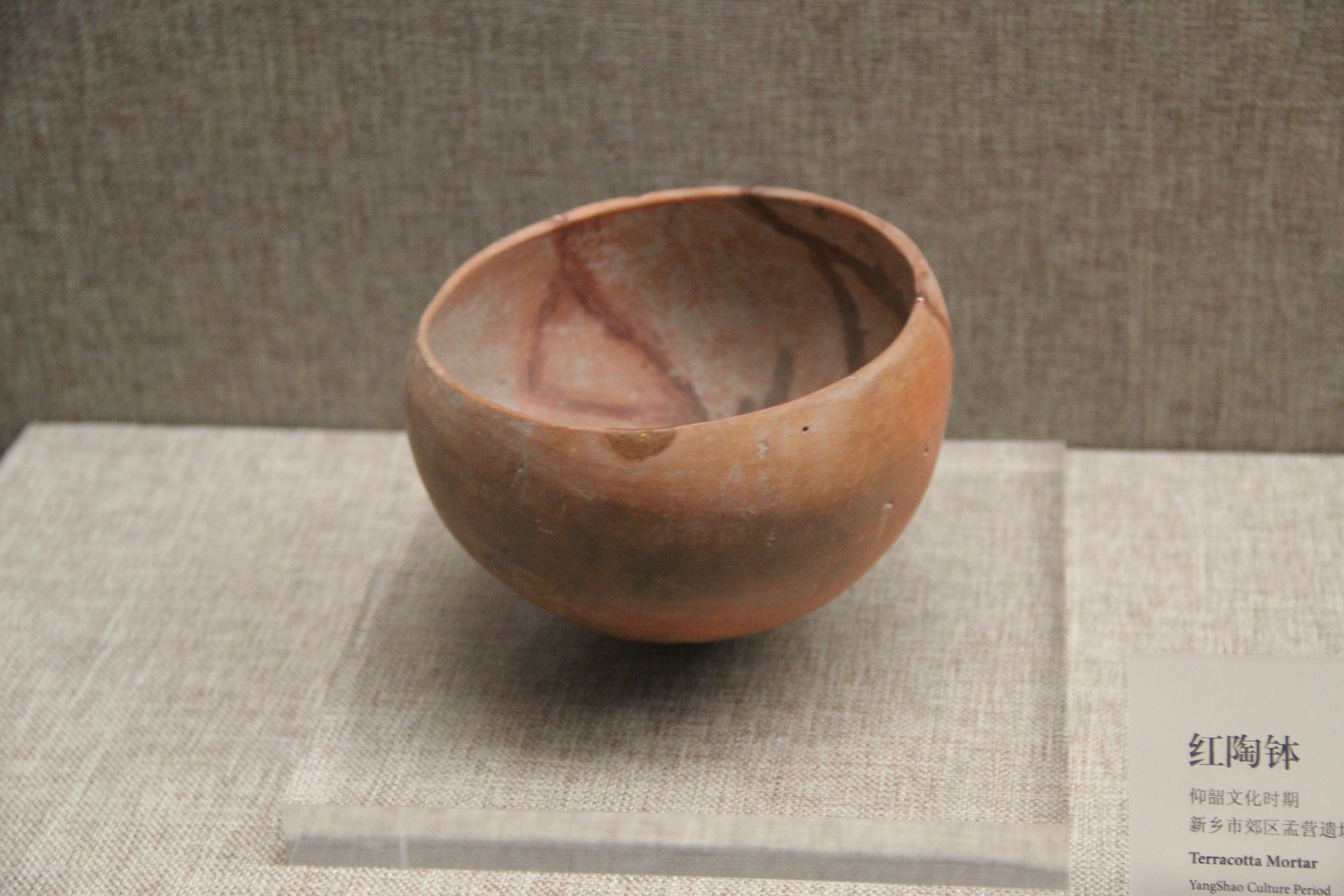
Cumbuca para mistura de argamassas do neolítico

### Materiais
A quarta parte reúne cotas de material e proporções de mistura de argamassas, cores de pigmentação e esmaltes.

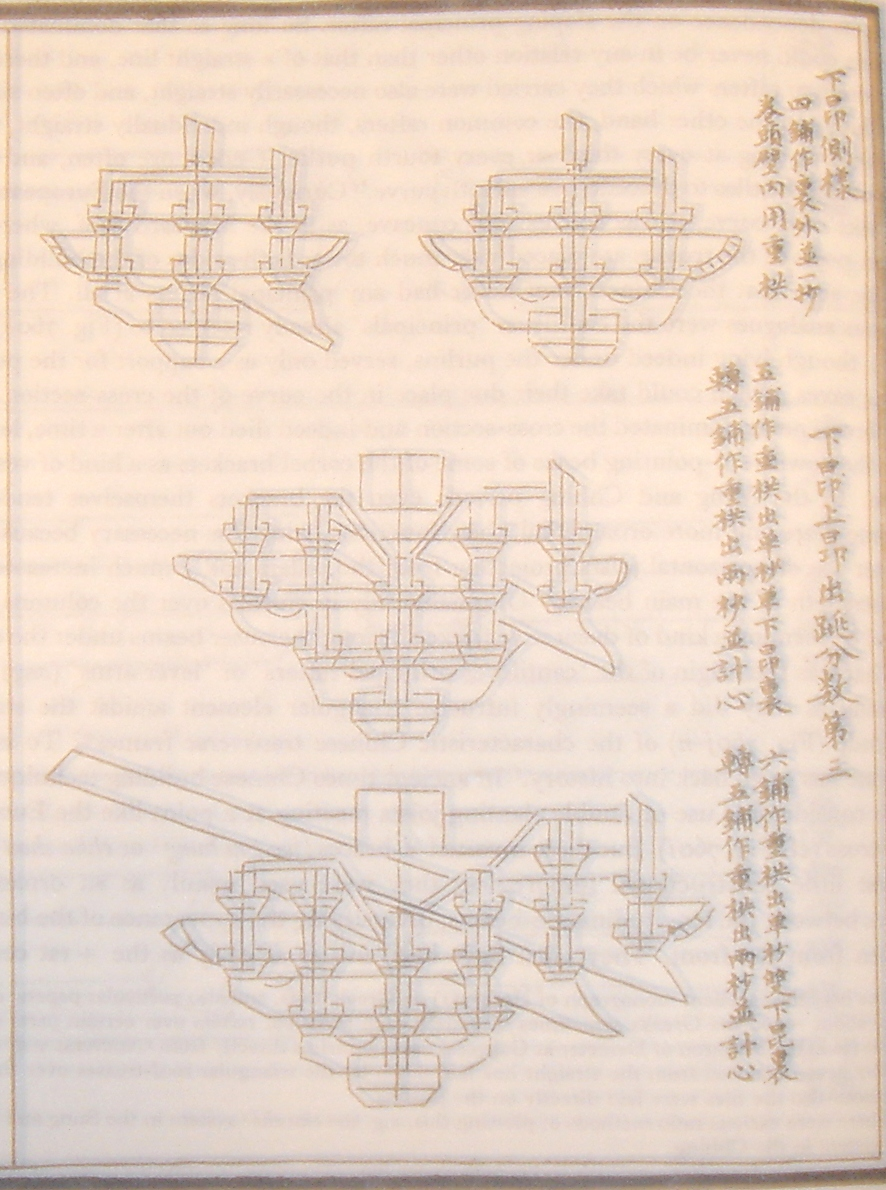
Exemplo de desenhos do livro

### Desenhos
A última parte contém ilustrações focadas na expressão de detalhes práticos para carpintaria e marcenaria, como juntas de elementos, formas de estruturas e padrões de decoração.
Cada uma das cinco partes é subdividida em outras treze seções:
- Fossos e fortificações;

- Cantaria;

- Carpintaria estrutural;

- Carpintaria e marcenaria não estrutural (portas, janelas, partições, telas, escadarias, tetos, santuários etc.);

- Esculturas em pedra/arranjos;

- Tornearia;

- Serralheria;

- Estruturas com bambu;

- Telhas;

- Uso de argila/gesso;

- Pintura decorativa/revestimento;

- Alvenaria;

- Produção de tijolos/telhas;

- Estufas.

Um exemplo de separação entre as seções é a parte discutindo regulamentações cobre um campo amplo, englobando desenho arquitetural e estrutural, métodos construtivos e procedimentos e o processo de manufatura dos materiais construtivos.

## História

### Origem da padronização chinesa
Desde a unificação da china pela soberania da dinastia Qin e a fundação do primeiro império centralizado em 221 A.C, o princípio da administração no sentido de dominância se estendeu pelos limites geográficos da  China, sendo expressado pelo ideal de padronização universal. Nesse sentido, o imperador unificou o sistema de comunicação interna pela padronização das dimensões das vias e veículos, unidades de medidas, unidades monetárias e caracteres escritos. Essa padronização universal tornou possível a criação de um estado coercitivo fora dos padrões das sociedades já existentes. Essa padronização, moldou a história da China desse período em diante.
Os códigos de construção na China são conhecidos há muito tempo. Esses códigos foram uma criação coletiva, somando os esforços de gerações de pessoas que os memorizaram e passaram adiante, editores e compiladores. Ainda assim, é muito difícil traçar a origem das compilações e edições dos códigos. A informação mais antiga e com exatidão é evidente nos documentos da dinastia Tang. O Yingshan Ling (lei nacional de construção) foi composto e editado pela corte em um documento formal durante o início da dinastia Tang. Infelizmente, todos os volumes contendo essa lei foram perdidos, exceto por fragmentos dele no Tang Lü (O código Tang). Ainda assim, existem poucas evidências de uma possível relação entre o Yingshan Ling e o Yingzao Fashi, suas conexões podem ser reconstruídas pelos materiais estabelecidos pelas crônicas e códigos em si.

### Papel das guildas familiares
Com o tempo, a carpintaria na China se desenvolveu juntamente com o sistema de guildas familiares que era incomparável em sua autoridade absoluta e proteção de suas técnicas secretas. O sistema de guildas foi representado principalmente pelo conglomerado de artesãos que foram unidos de duas formas:
- Registro governamental dos artesãos por idade.

- A guilda em si sendo sustentada pelos códigos governamentais.

As guildas familiares de artesãos foram uma parte essencial na sociedade chinesa, servindo como um instrumento de legitimação e coesão. Durante o reinado do imperador Xuan Zong (712-756), haviam 34.850  artesãos submetidos à Agência de Edifícios Palacianos (Jiangzuo Jian) do governo Tang. No geral, famílias de artesãos não tinham permissão de mudar suas ocupações e eram obrigados a servir o estado. Além disso, haviam famílias de artesãos que serviam o estado como a corte de arquitetos ou os chefes de supervisão de carpintaria.
As administrações das guildas e construções dos carpinteiros eram passadas de geração em geração. Não somente haviam especializações dentro das guildas relacionando a expertise para diferentes tipos de construções de prédios, como templos ou arquitetura secular, mas também qualificações locais e demarcações. Comumente, a fim de facilitar a memorização e confidencialidade, os conhecimentos de carpintaria e experiências, eram resumidas em versos. Os versos dependiam da transmissão oral e foram incorporados com os desenhos de trabalho e modelos de construção, alguns dos que foram preservados até os dias atuais, apesar de eles não serem geralmente conhecidos.

### Edição da corte de Song
O governo de Song tomou medidas para padronizar os processos construtivos como parte de sua política de consolidar o controle nacional. Apesar do Yingzao Fashi poder ser entendido como uma expansão lógica dos primeiros códigos construtivos, é difícil explicá-lo sem considerar as grandes mudanças na sociedade na primeira metade da dinastia Song. A população urbana, consistindo principalmente de aglomerações populares, foi característica para o período Song. A capital de Song, Bianliang (atual Kaifeng, da província de Henan), providenciou o primeiro exemplo em quem a vida comercial e de entretenimento eram predominantes. Essas mudanças afetaram o desenho arquitetônico e o urbanismo. O resultado mais importante da nova busca pela harmonia foi a compilação e edição de um novo código construtivo.
O livro que surgiu foi o resultado da "Reforma de Wang Anshi" (1069-1074). Wang Anshi era um astuto estadista, poeta e estudioso que serviu como premier na corte por muitos anos. Ele introduziu estudos especializados sobre economia, taxação, contabilidade, direito e administração dentro do sistema de regularização do estado. Ele insistia que os oficiais deveriam entender cada aspecto de suas profissões especializadas.
Até aquela época, as obras públicas como, manutenção de canais, construções de vias e levantamento de prédios do estado eram  realizadas por trabalhadores não pagos. O programa da reforma de Wang mirou na substituição desse sistema por contratos por demanda que eram pagos em dinheiro. Nesse sentido, a mudança no sistema por demanda iria possibilitar Wang de pagar comissões para os artesãos que eram empregados nos projetos governamentais, incluindo carpinteiros, pedreiros e outros construtores. Ao mesmo tempo, a corte começou a se preocupar sobre o aumento de orçamento de obras, pela falta de avaliações efetivas dos custos, de materiais e força humana, assim como a destruição de floresta pela exploração exagerada. Devido a confrontação entre o império Song e as forças tribais do Norte, a administração Song não foi capaz de fazer uso de madeira em áreas remotas. Pela insistência de Wang, um guia para construções, denominado Yingzao Fashi, foi compilado entre os anos 1070 e 1091.
Seguindo essa linha, em 1097, Li Jie recebeu uma comissão do Imperador Zhe Zong para formular um novo Yingzao Fashi, porque "os códigos antigos, somente especificavam formas e locais dos elementos dos prédios, mas não menciona suas variações de tamanho e também dava estimativas de força humana e de material muito gerais. Então Li Jie se dedicou a revisar e reescrever esse livro. Ele leu documentos históricos e literários e consultou mestres de construção, os duliao jiang, exigindo que eles explicassem cada detalhe. Li explica diretamente no prefácio que ele, pessoalmente, aprendeu o know-how prático e oralmente transmitiu as regras dos duliao jiang. O novo Yingzao Fashi passou a ser composto por um total de 3.555 itens, em 357 seções. Cerca de 8% foram desenhados a partir de documentos e o resto foi herdado de métodos e práticas estabelecidas. Mais importante, o sistema de medidas de carpinteira, o sistema cai-fèn, havia sido estabelecido na nova edição. Levaram 3 anos para completar a confecção do livro. O manuscrito foi apresentado para o trono e os ministérios em 1100, o último ano da dinastia de Song. O sucessor do imperador, seu irmão mais novo, Hui Zong, promulgou pelo país no ano seguinte.

### Surgimento da segunda edição
O Yingzao Fashi, teve seu foco principal de fornecer regulações para santuários para as agências de engenharia do governo central, de uma maneira que permitisse o monitoramento das despesas de várias atividades construtivas. Para instruir os oficiais de administração das contas das construções, o autor providenciou princípios de design, tipos de construção (com dimensões unificadas), conhecimento técnico, dados de base e ilustrações, tudo isso em um livro só para ajudar seus assistentes na resolução de seus problemas.
O livro teve grande impacto nas oficinas e nas famílias de artesãos que estavam a serviço do governo, encorajando eles a utilizar o manual escrito na instrução de novos artesãos, seguindo os códigos construtivos.
Mesmo que o livro tenha sido de grande importância, com o tempo ele precisou de atualizações. Em 1145, o livro necessitou de sua segunda edição. Durante esse período, a China estava sofrendo com uma invasão pela tribo Nüzhen, que se tornou uma força importante no norte chinês e estabeleceu a segunda dinastia Jin, com sua capital na atual Beijing. Em 1123, enquanto a corte de Song era forçada a mover sua capital, o estado conhecido como Song do Sul. Essa segunda parte da dinastia Song (1127-1279) foi um período de criatividade chinesa memorável. Muitas inovações extraordinárias surgiram, como as impressões móveis, a bússola magnética e a porcelana. Muitos grandes cientistas, pensadores, poetas e artistas, mesmo com diferentes opiniões, estavam ativos nesse período, simpatizando e tolerando as ideias uns dos outros. O imperador de Song do Sul, na preparação de construir uma nova capital, contratou Wang Huan, para preparar a segunda edição do Yingzao Fashi.

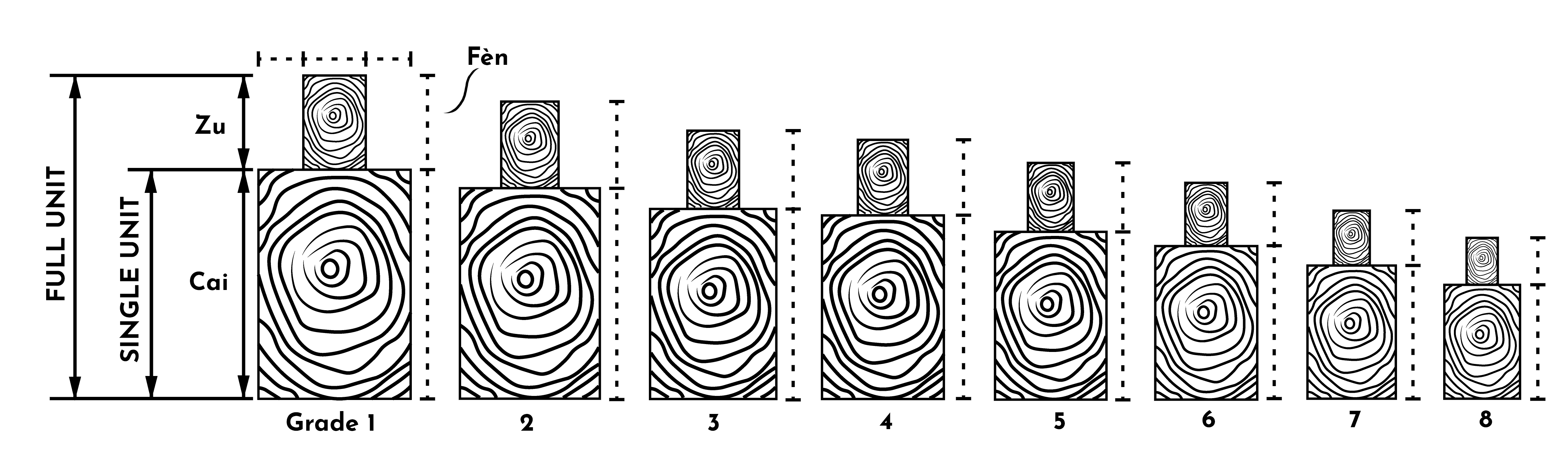
Representação gráfica do sistema cai-fèn

## O sistema Cai-Fèn
O Yingzao Fashi tem o foco principal na tecnologia. Um conteúdo predominante do livro é o sistema cai-fèn (chinês:才分, pinyin: cai-fèn, “capacidade de dividir”), que foi usado para todas as medidas de dimensão na carpintaria estrutural. Segundo Li Jie “Para todas as regras de construção residencial, o cai (chinês: 彩, pinyin: cǎi, “variedade”) é a base. Cai tem oito graus, usados de acordo com a escala do edifício”. O significado disso é que o sistema cai-fèn é modular. O módulo controla a escala. O Yingzao Fashi especifica que o sistema cai-fèn consiste em duas formas de medida relacionadas:
1 - Medidas de comprimento, usadas tanto para os elementos em madeira individuais e estruturas construtivas completas, são dados no fèn, cai e zu cai (chinês: 组彩, pinyin: zǔ cǎi, “organização da variedade"). Onde:
1 cai = 15 fèn;
1 zu cai = 21 fèn;
O cai é particularmente importante, porque ele introduz um padrão de sistema de dimensões seccionadas de elementos em madeira.
2- Medidas de seção, usado por todas as sessões cruzamentos de elementos em madeira. Para isso é utilizado apenas umas unidade padrão o dan cai (chinês:单彩, pinyin: dan cai, “variedade de formas"), 15 x 10 fèn, e uma unidade completa, o zu cai, 21 x 10 fèn. O cai tem oito graus, que são baseados nas dimensões naturais dos troncos de árvore de certos tamanhos. Os oito graus possibilitam o uso de padrões estruturais semelhantes de qualquer variações, desde muito pequenas, até muito grandes, do tamanho dos elementos estruturais e consequentemente, do tamanho do edifício. Quando um grau pequeno de cai é usado, toda a estrutura é consequentemente pequena, enquanto para graus maiores de cai, o edifício inteiro é grande.

## Tipos de edifícios segundo o Yingzao Fashi
A arquitetura chinesa é baseada no sistema de padronização, mas a padronização é estabelecida pela experimentação. O design estrutural chinês unifica o design arquitetônico e a construção é levada a assimilar componentes pré-fabricados. Isso levou à tipologias de padrões estruturais e à especificação dos métodos construtivos. Em termos de estimativas orçamentárias das construções, se tornou fácil estimar os valores, uma vez que o tamanho do cai e as tipologias estruturais são conhecidas.
De acordo com o Yingzao Fashi, os prédios da dinastia Song são classificados por tipologias estruturais:
- Diatang (palácio);
- Tingtang (mansão);
- Yuwu (casas comuns);
- Tingzie (pavilhões);

O livro detalha todos os tipos de leiautes estruturais catalogados, com exceção do Yuwu, uma vez que o foco principal do Yingzao Fashi é normatizar as obras públicas e de, geralmente, grande porte.

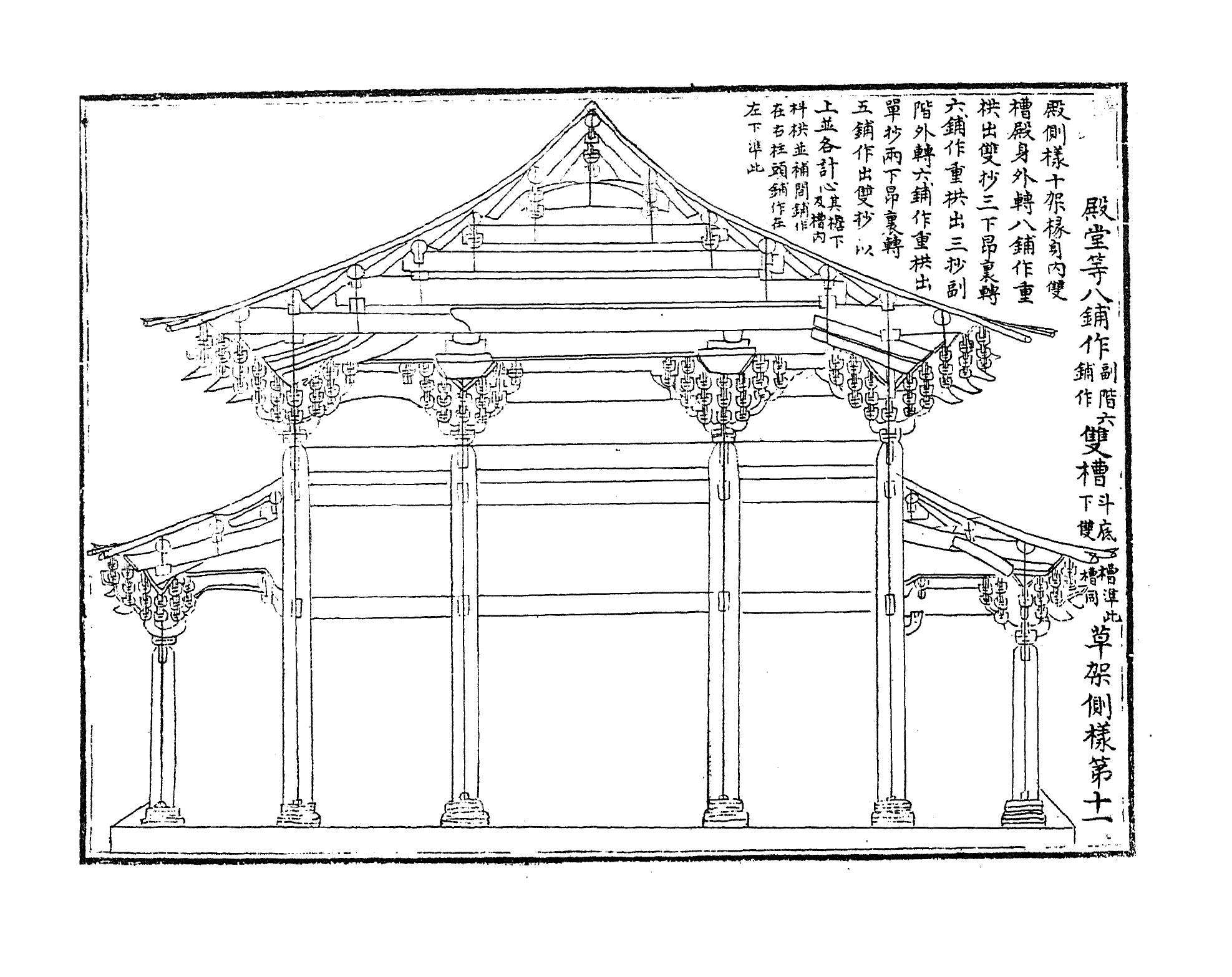
Exemplo de uma estrutura catalogada como Diatang

### Diatang
O Diatang é um modelo estrutural de uma casa grande com um fujie (uma estrutura com formato de avental anexada). Isso consiste horizontalmente de três estruturas sobrepostas:
- Uma rede de colunas (de alturas iguais);
- Um puzuo (uma unidade de agrupamento);
- Um telhado;

As funções do fujie como uma estrutura secundária para estabilizar a rede de colunas do prédio principal. Vários arranjos estruturais podem derivar desse tipo de construção. Quatro leiautes estruturais internos são apresentados com plantas no capítulo 31 do livro. As madeiras variam entre do grau 1 ao 5.

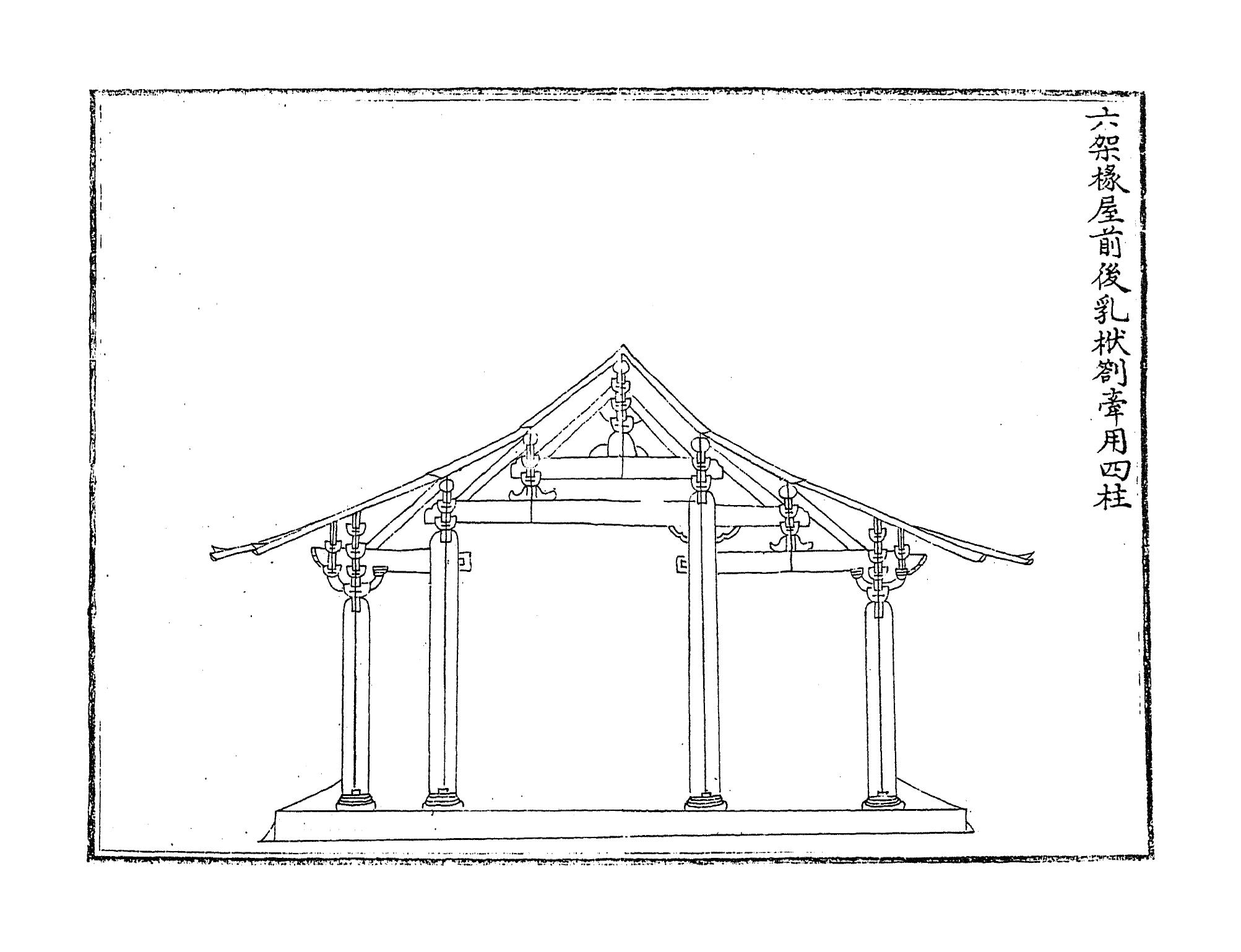
Exemplo de uma estrutura catalogada com Tingtang

### Tingtang
O Tingtang pode ser facilmente distinguido do Diatang. Toda sua estrutura pode ser dividida em um número de estruturas menores, que são feitas separadamente e depois unidas. As colunas podem ter alturas diferentes. As vigas e colunas são conectadas umas com as outras a partir de uma estrutura estável. As conexões longitudinais entre as estruturas são segurados por terças (componente longilíneo e estrutural de telhados), vigas de amarração e peitoris. As estruturas transversais tem uma grande variedade de formas e detalhes, e diferentes formas de vigas podem ser utilizadas no mesmo prédio. Existem dezoito tipos especificados no Yingzao Fashi no capítulo 31. O tamanho máximo de madeiras usadas são de grau 3 e o mínimo são de grau 6.

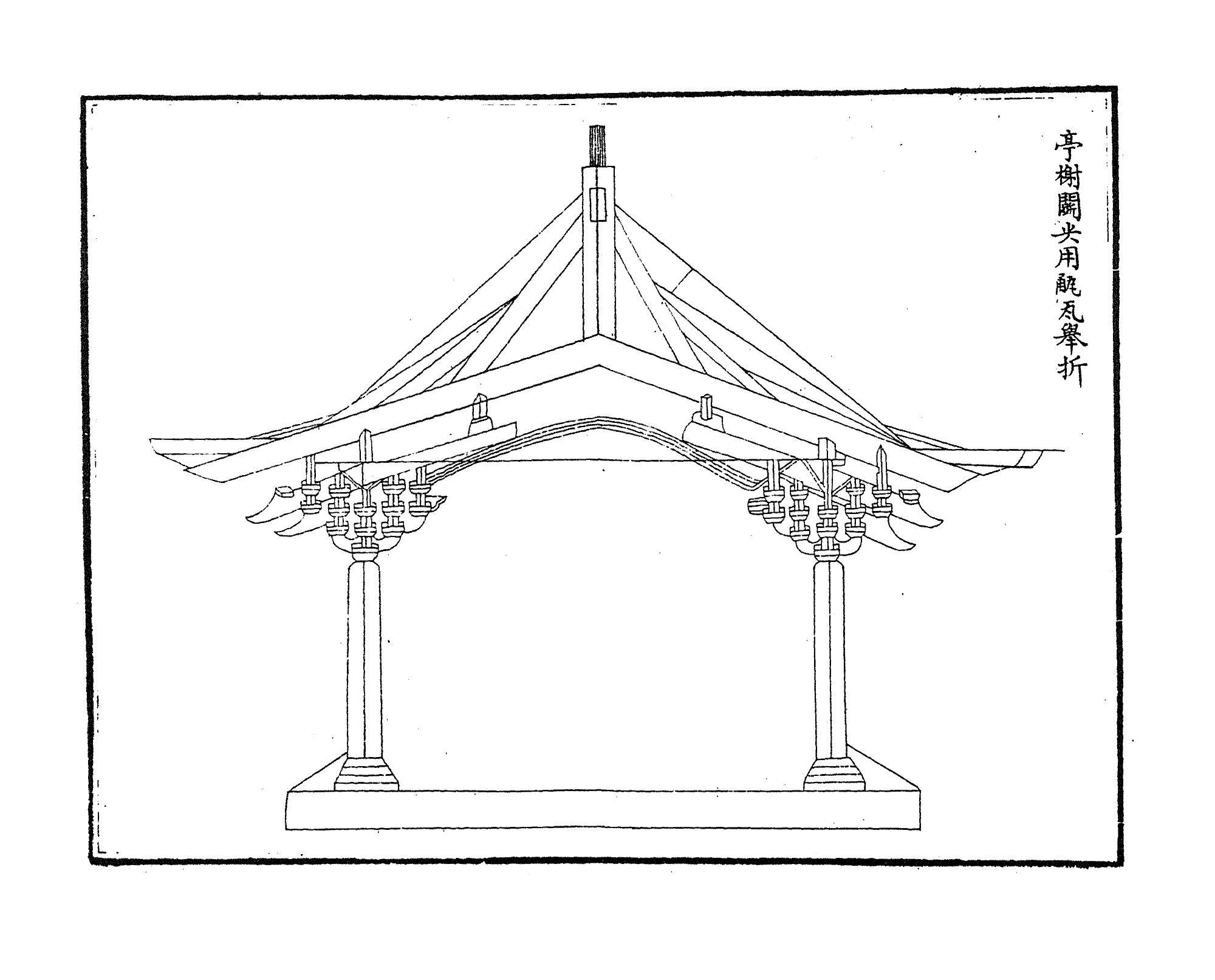
Exemplo de uma estrutura classificada como Tingzie

### Tingzie
Plantas de corte da construção do pavilhão Cujiaoliang (onde telhados de quatro águas são sobrepostos) são dadas no capítulo 30 Yingzao Fashi. Os telhados de quatro águas empilhados são feitos usando vigas menores, sobrejacentes umas às outras, geralmente em três sessões sucessivas e formando um telhado piramidal com curvas côncavas. As madeiras utilizadas são do grau 6 a 8.